# David Henzl
David Henzl (* 20. června 1977 v Českých Budějovicích) je český římskokatolický kněz a od roku 2015 generální vikář českobudějovické diecéze.

## Život
Narodil se 20. června 1977 v Českých Budějovicích v křesťanské rodině. Maturoval na Střední průmyslové škole elektrotechnické v Českých Budějovicích a po absolvování litoměřického konviktu studoval teologii na Katolické teologické fakultě Univerzity Karlovy a Papežské lateránské univerzitě. Kněžské svěcení obdržel 21. června 2003 od Mons. Jiřího Paďoura. Poté působil nejprve jako farní vikář na Pelhřimovsku a od roku 2012 byl administrátorem farnosti v Třeboni, kde rovněž vyučoval na místním gymnáziu. Dne 28. září 2015 se stal kanovníkem českobudějovické kapituly a krátce poté také generálním vikářem českobudějovické diecéze.
Věnuje se studiu teologického díla mistra Stanislava ze Znojma.
Dne 4. října 2019 se stal předsedou správní rady akciové společnosti Artesa Capital, která ovládá spořitelní družstvo Artesa.